# Osmák degu

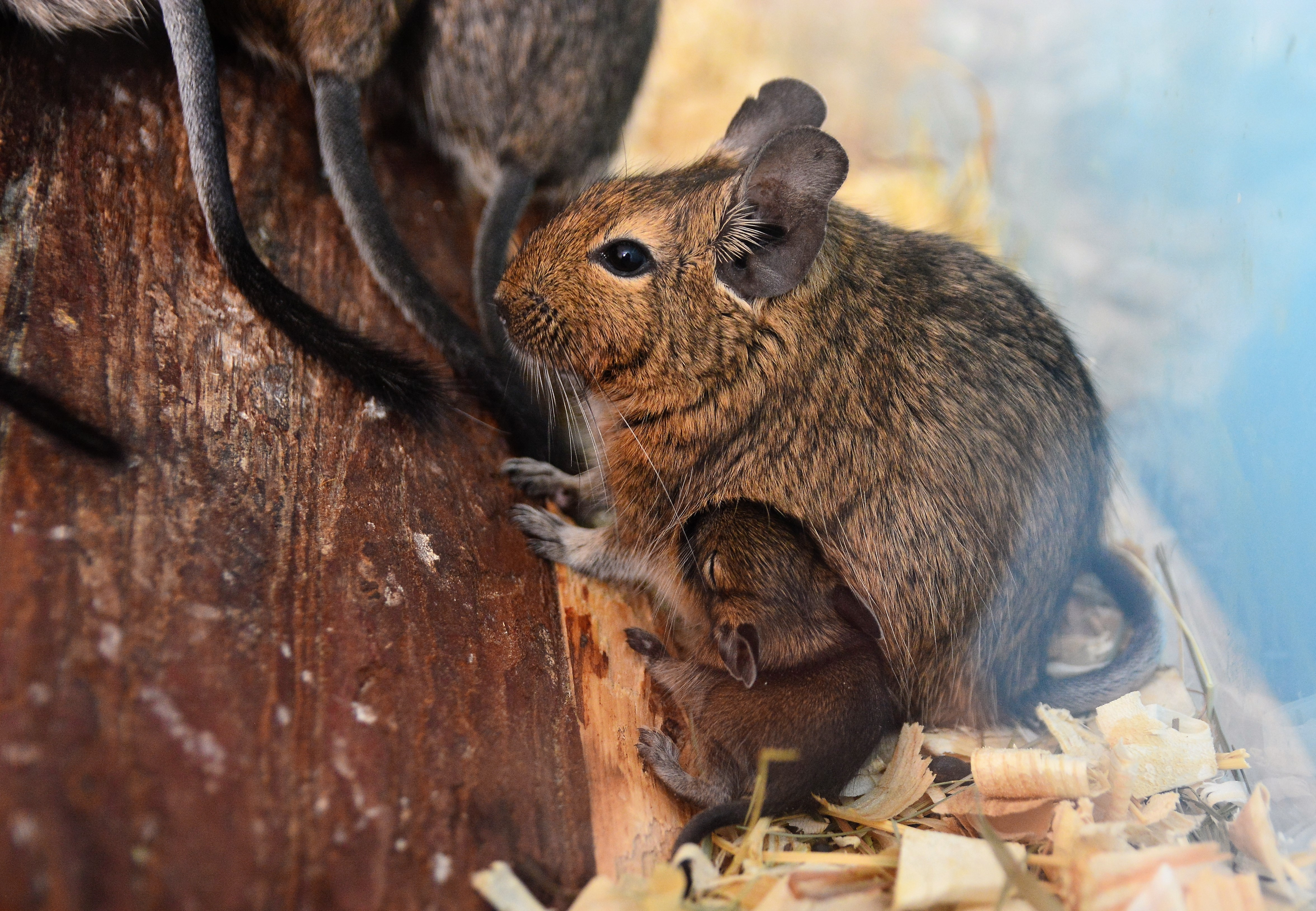
Malý osmák degu s matkou

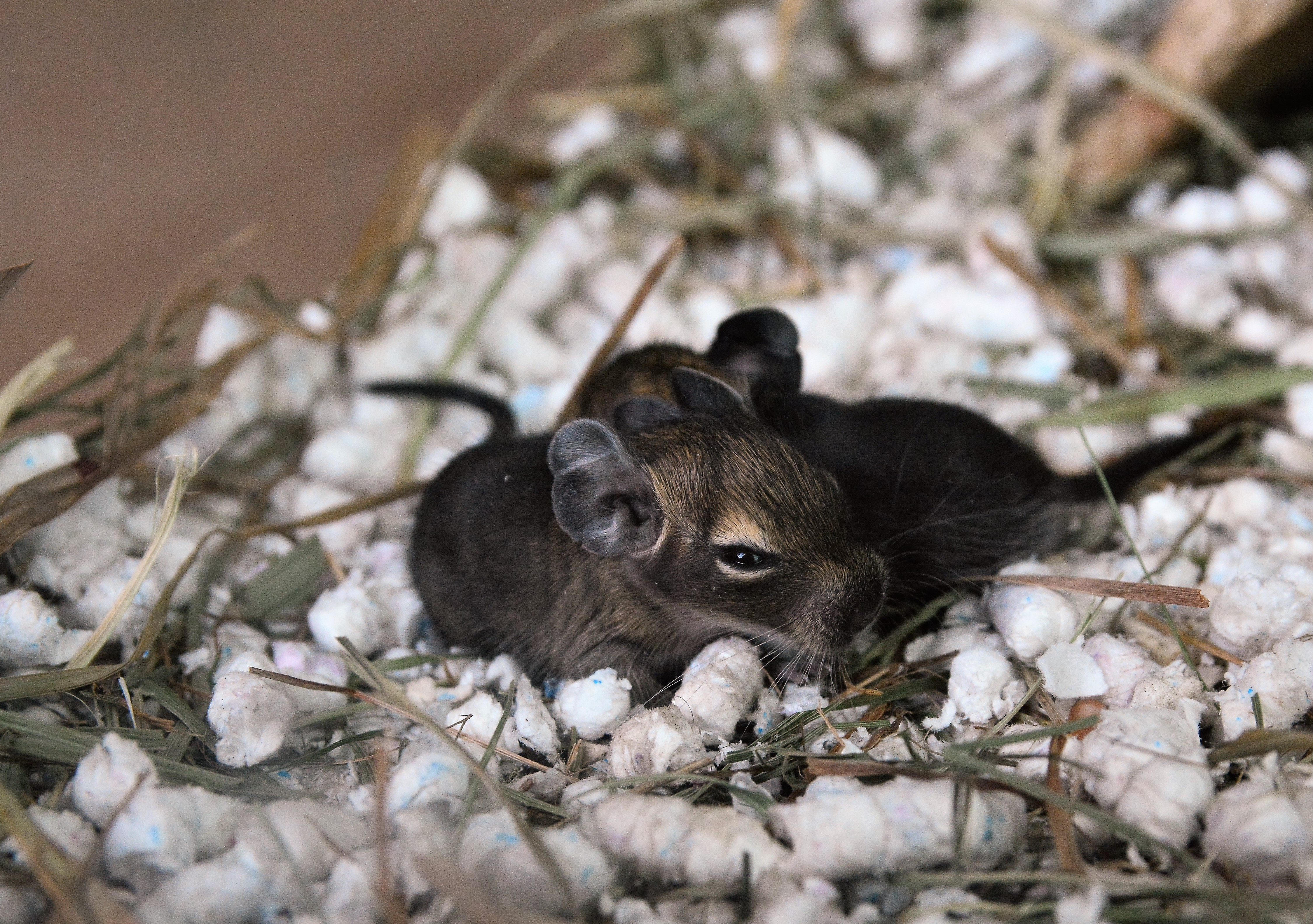
Dva dny staré mládě

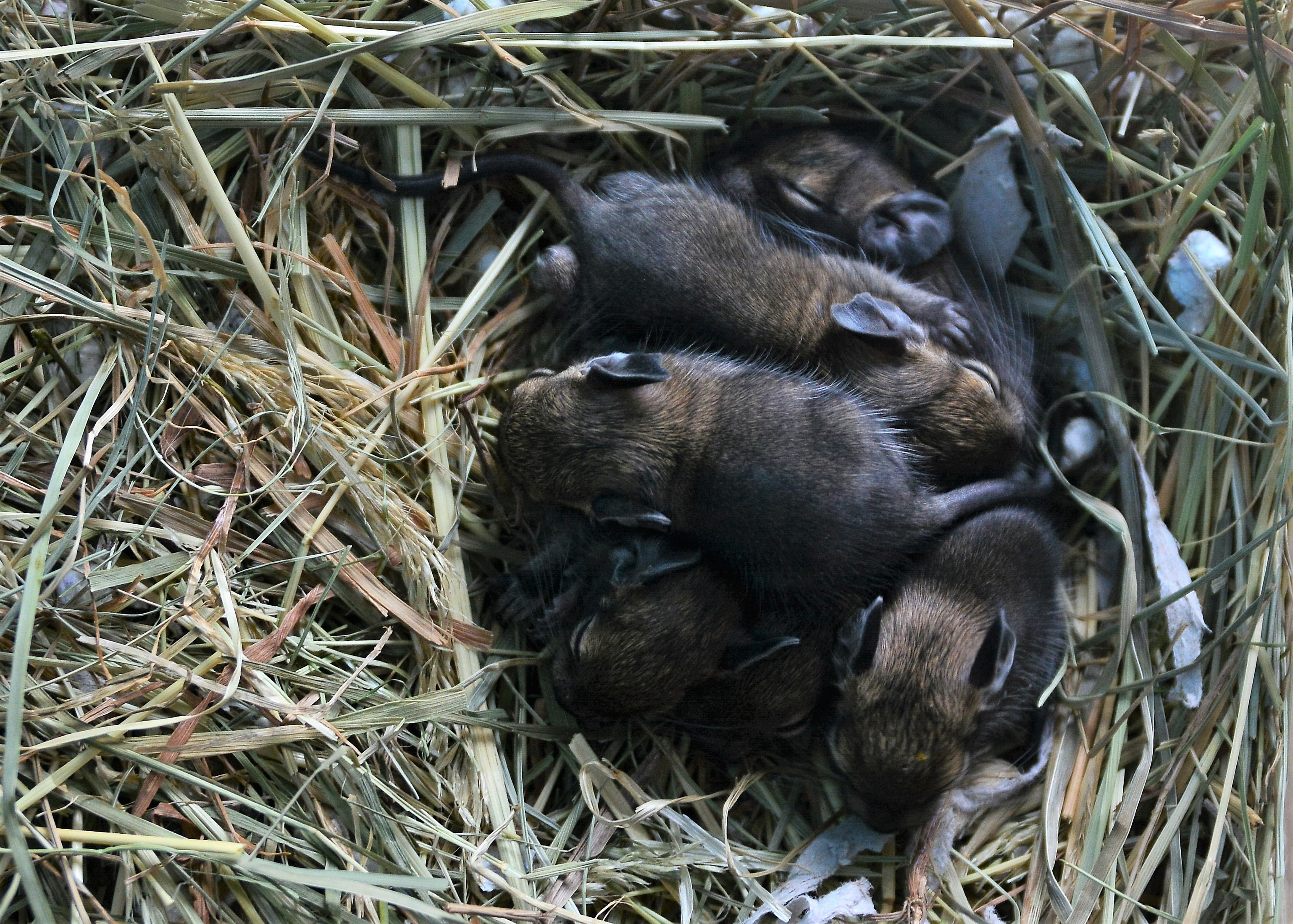
Šest třídenních mláďat z jednoho vrhu

Osmák degu (Octodon degus) je malý chilský hlodavec, lidově přezdívaný též chilská veverka. Jméno osmák má původ ve tvaru žvýkacích plošek jeho stoliček, které tvarem připomínají osmičky.
Pro svoji inteligenci, živost a také sociální povahu je s oblibou chován jako domácí mazlíček, k této roli jej navíc předurčuje i skutečnost, že na rozdíl od řady dalších zvířat netrpí nemocemi přenosnými na člověka[zdroj?].
Je nenáročný na chov, má však problém zpracovat vysokoenergetickou a na cukry bohatou potravu, neboť jeho inzulin má atypickou strukturu a není schopen dostatečně efektivně zpracovat volné cukry. Osmák degu proto slouží vědcům jako modelový organismus pro výzkum cukrovky.

## Genetika
Osmáci jsou jeden z mála druhů tzv. polyploidních živočichů, tj. s více sadami chromozomů.
Polyploidie u živočichů zpravidla není slučitelná se životem. Jsou však i výjimky. Mnoho polyploidů najdeme mezi rybami a obojživelníky, a dokonce i u hlodavců (osmáci). U člověka jsou polyploidní např. jaterní buňky, megakaryocyty, osteoklasty či syntitiotrofoblast.

## Historie

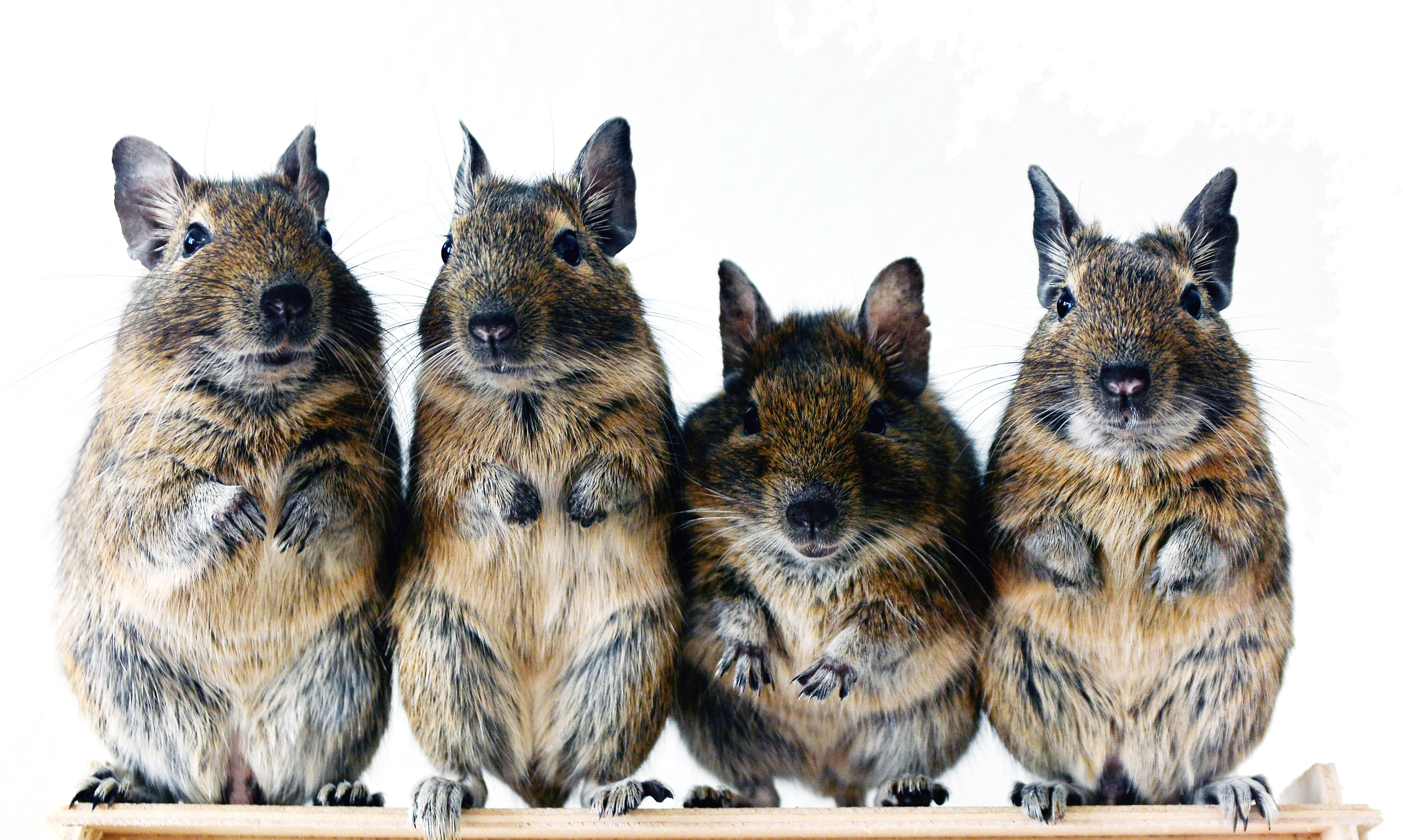
Osmáci degu

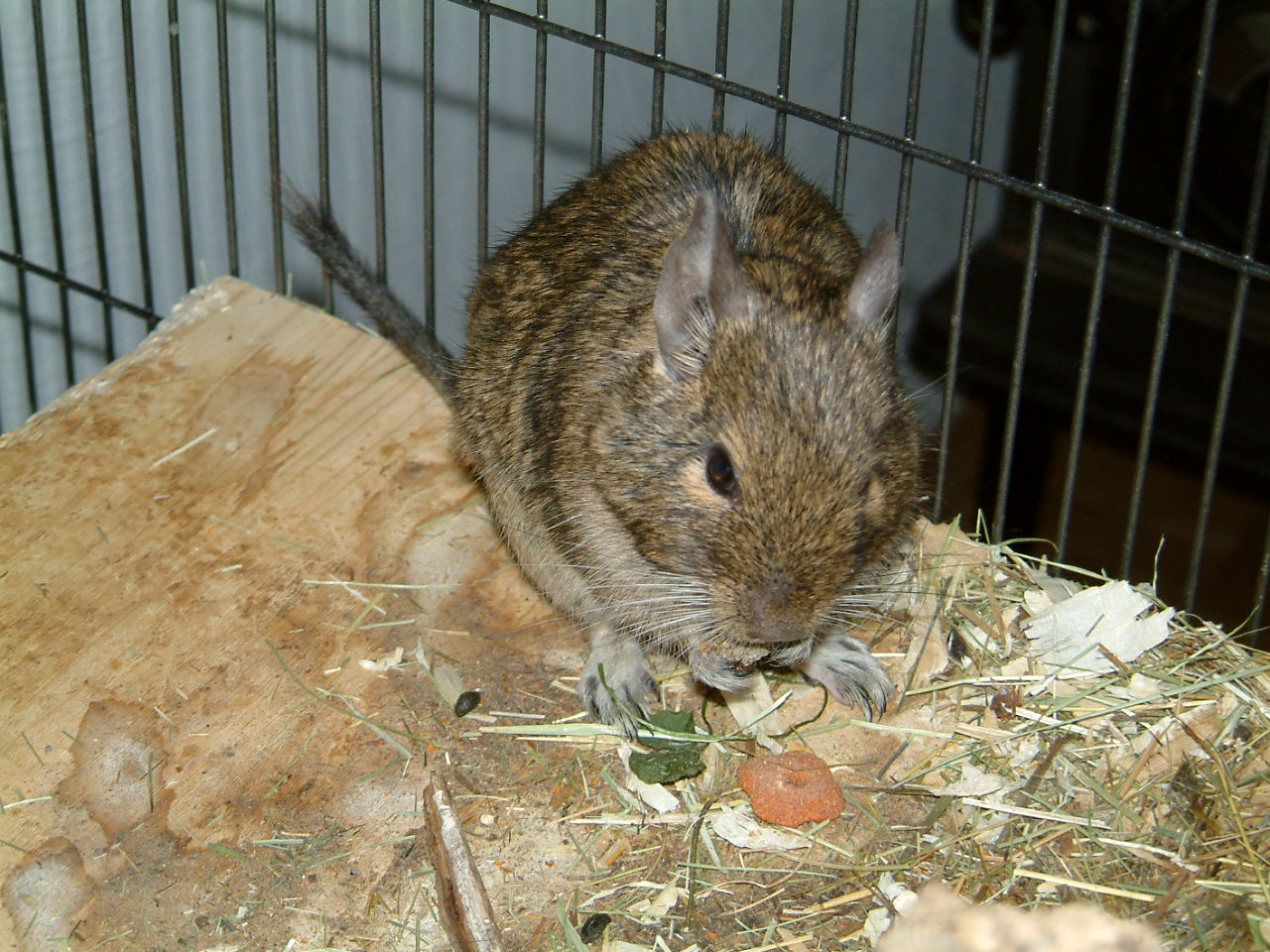
Osmák konzumující potravu, kterou si přidržuje v předních packách

Osmáci degu pocházejí z Chile, kde žijí ve velkých rodinných skupinách mezi západním pobřežím a pohořím Andy.
Osmák se začal v Česku chovat v pozdních 50. letech, především pro práci v laboratořích k prošetření jejich diabetické tendence. Osmáci nemohou trávit cukr – je-li konzumován, pravděpodobně dostanou cukrovku [zdroj?] .
V přírodě se osmáci nedožívají vysokého věku, protože mají velké množství predátorů. Podle výzkumu se polovina osmáků nedožije ani 1 roku, pouze 1 % dosáhne věku 2 let a jen jeden z asi 5400 studovaných jedinců byl naživu ještě ve věku 4 let. V zajetí se průměrně dožívají 6 let, ale někteří mohou žít až 8 let. Osmák, který žije sám, nebude tak hravý a veselý, ale spíše smutný[zdroj?]. Osmáci by proto měli být chováni raději ve skupině.
Osmáci jsou pohlavně dospělí od 9 měsíců, ale bylo známo, že se pokoušejí pářit již ve 2 měsících. Mláďata se narodí zhruba za 90 dní a rodí se dobře vyvinutá. Po páření vydává samec hlasité zvuky. Váží asi 150–300 g.

## Vzhled

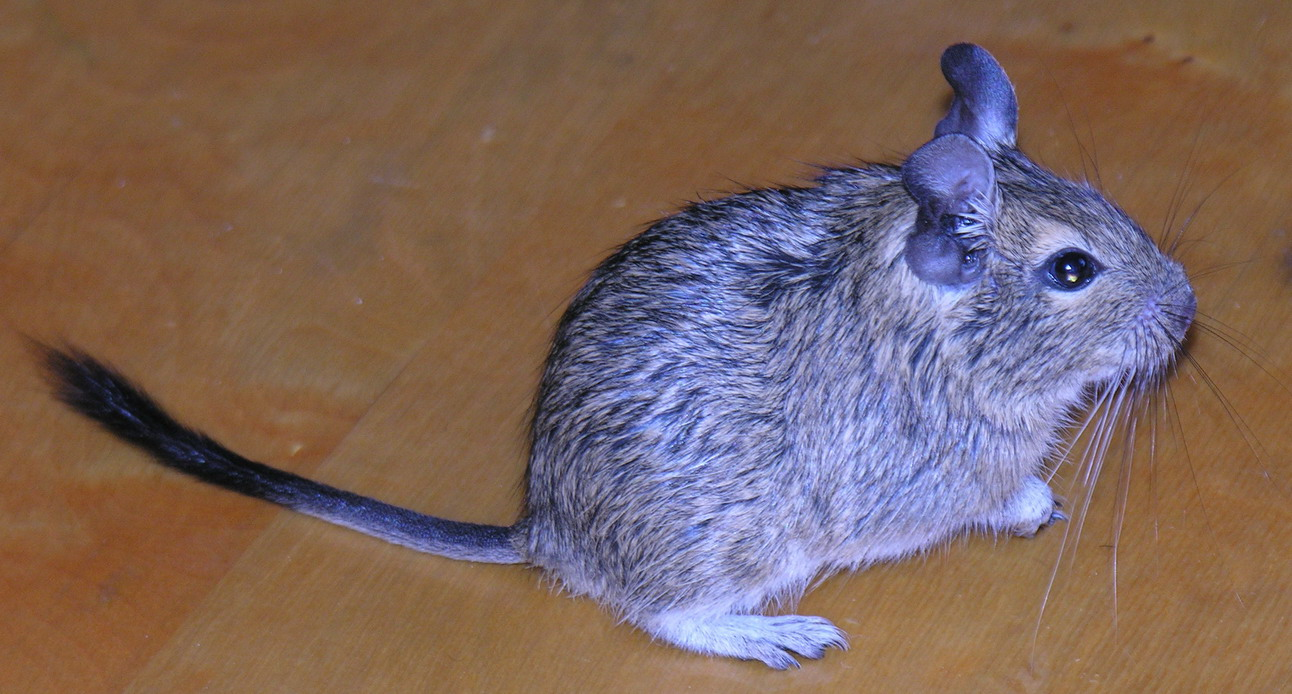

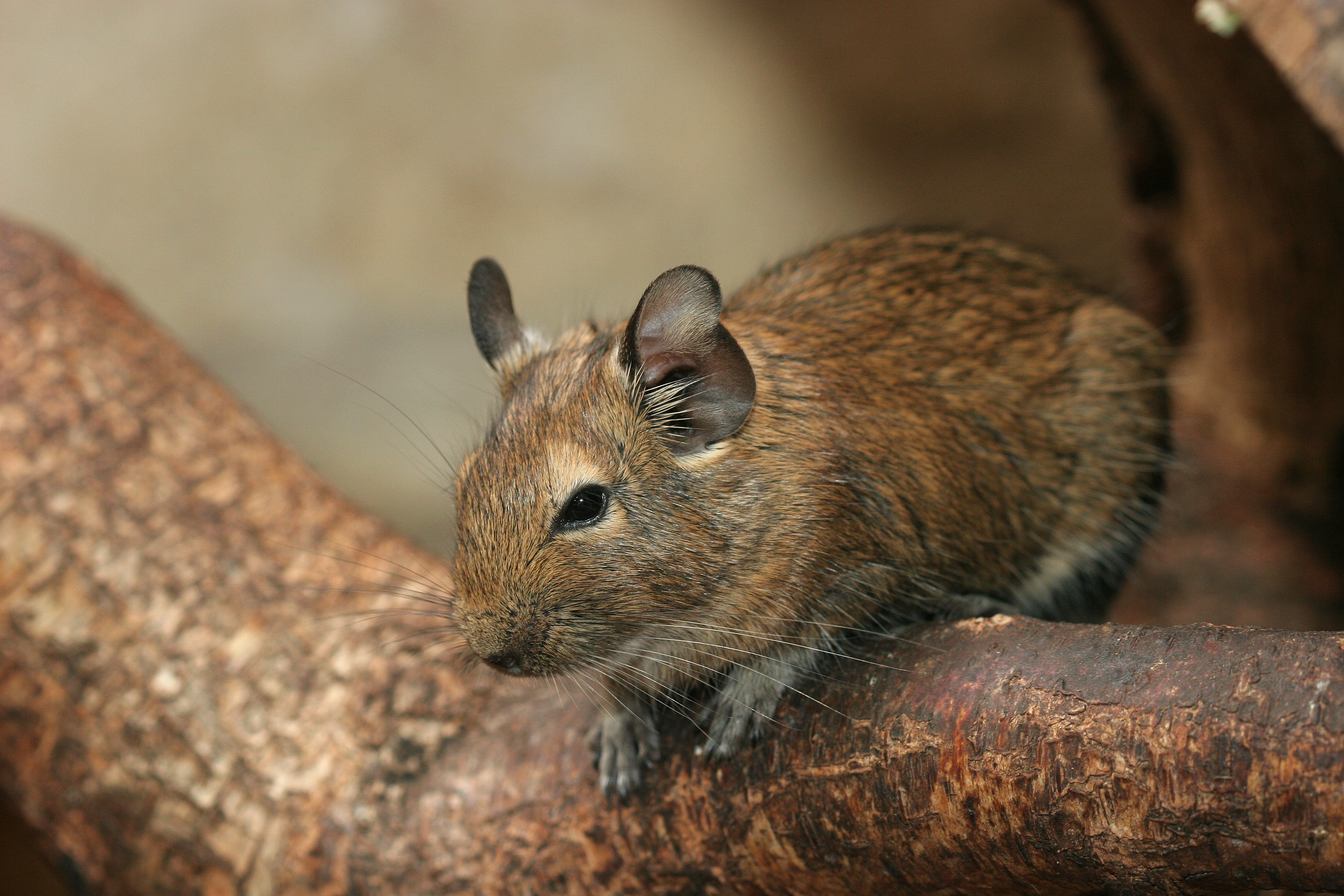

Osmák degu je drobný hlodavec (obvykle měří okolo 15 cm bez ocásku, 20–25 cm s ocáskem) s dlouhým úzkým ocáskem, který tvoří jednu až dvě třetiny délky těla a je na konci opatřený štětičkou chlupů. Ocásek je velmi křehký, podobně jako u slepýše tak může posloužit k zabavení predátora – nebo zůstat v ruce člověku, který za něj osmáka chytí. Ulomený ocásek nedorůstá ani částečně.
Zadní končetiny jsou mohutnější a delší než přední a mají pět osrstěných prstů s drápky, které si často okusují, aby jim nepřerostly (zastřihávání není nutné). Přední packy mají plně vyvinuty jen čtyři prsty (palec je zakrnělý).
Srst je obvykle hnědočerná, na bříšku krémové barvy. Kolem velkých černých očí jsou světlejší kroužky. Má poměrně velké uši a dlouhé jemné vousky, které mají i hmatovou funkci (rvaví nevychovaní jedinci chovaní ve stísněném prostoru si je často navzájem oškubávají). 

Zuby osmáka mají přirozeně oranžovou barvu. Získávají ji pár týdnů po narození. Oranžová barva vzniká reakcí slin a chlorofylu z rostlin, které požírají [zdroj?]. Tato barva je tedy závislá také na složení potravy. Žvýkací plošky stoliček připomínají tvarem osmičky, což dalo osmákům jméno.

### Pohlavní rozdíly
Samička: řitní otvor se nachází několik milimetrů pod hrbolkem, kde ústí močová trubice. Mezi nimi leží příčný poševní otvor. Ten je normálně téměř uzavřený a stěží rozeznatelný, rozevírá se pouze tehdy, když je samička v říji.
Sameček: Penis se ukrývá v podstatně větším hrbolku. Je vzdálen od řitního otvoru asi jeden centimetr a mezi oběma otvory se podélně táhne kožní záhyb.
Novorozenci: Penis a konečník jsou u samečků od sebe viditelně dál než samiček. U těch se hrbolek a řitní otvor nachází těsně vedle sebe.

## Chov
Osmák je velmi družný a společenský. Nedoporučuje se chovat jej jednotlivě, neboť samota je pro něj stresující, vhodný je pár nebo skupinka osmáků. Nejméně problematický je chov skupiny osmáků jednoho pohlaví. Na rozdíl od jiných hlodavců se dobře snáší i více samečků chovaných pohromadě, ovšem bez přítomnosti samiček. Samostatně držený osmák bude znuděný, nevyniknou u něho jeho přirozené vlastnosti, které uplatňuje ve své skupině. Pozor ale na seznamování osmáků. Ke staršímu osmákovi nebo do již existující skupinky se nejsnáze přidává právě odstavené mládě, které má kolem 6 týdnů. Seznamování starších osmáků bývá problematické a mohou se i zabít. Přesto to není nemožné, ale musí se postupovat opatrně a seznamovat je na neutrálním místě (např. ve vaně nebo v jiné kleci). Spíše sameček má rád drbání za ušima, pod packou nebo na čele. Osmáci nesnášejí, když je někdo hladí po zádech a další jakékoliv pohyby za jeho zády.
Pro chov je ideální vysoké, dobře větratelné terárium, popř. klec z pevného materiálu. Je schopen rozkousat bez větších problémů dřevo či plast. Vybavení z těchto materiálů tedy není pro osmáka vhodné (například plastové mističky osmák rychle zničí a pozřením většího množství této hmoty by si mohl i ublížit, proto jsou vhodnější kovové nebo keramické misky a jiná výbava. Minimální velikost pro dva osmáky je 80 × 60 × 60 cm, ale čím je ubikace větší, tím lépe. Je schopen poměrně vysokých výskoků, po kratším tréninku může jedinec v nejlepším věku zvládnout vyskočit i do více než půlmetrové výšky  či seskočit ze stolu na zem.
Důležité je do ubikace umístit větve, kořeny nebo špalíky na šplhání a hlodání. Jako podestýlka se používají bezprašné hobliny,konopné pazdeří, ASAN, kukuřičná podestýlka, směs písku a rašeliny nebo jiné přírodní materiály (seno, sláma, listí, větvičky). Pro zabavení osmáků postačí dřevěný kolotoč bez otvorů v běhácí ploše (o minimálním průměru 25cm), větve na šplhání i hlodání či různé závěsné žebříky a úkryty (např. z kokosových skořápek nebo roury z tvrdého papíru). V kleci by osmákům neměl chybět ani dřevěný domek nebo látkový či travní pelíšek, který jim slouží mimo jiné také jako útočiště. Dalším oblíbeným odpočívadlem pro osmáky je hamaka.
Osmák potřebuje k čištění své srsti písečnou koupel. Písek označuje močí, která slouží ostatním jako pachová značka[zdroj?].
Pokud se volně pohybuje po bytě, často okouše kabely či dráty a to i pod napětím.
Chovají jej i některé české ZOO, např. ZOO Liberec[zdroj?].

## Povaha
Osmák je velmi zvědavé, aktivní a čilé zvíře. Neustále něco dělá a nevydrží chvíli na jednom místě. Je velmi společenský a rychle se ochočí jen při chovu ve skupině[zdroj?]. Aktivní je převážně ve dne. Je to velmi čistotné zvíře bez typického zápachu hlodavců , to ale neznamená, že bobky nejsou všude. S ostatními se domlouvá typickým pískáním a štěbetáním a taky ocasem[zdroj?]. Při uleknutí nebo strachu se staví na zadní a hlasitě, pronikavě píská[zdroj?].
Je též poměrně inteligentní[zdroj?], běžně bere do předních pacek potravu a dlouhodobějším výcvikem ho lze naučit používat jednoduché nástroje, např. aby si přistrčil potravu nacházející se mimo jeho dosah.

## Potrava
Osmáci se dokážou bez problému celé týdny živit vodou a kvalitním senem. Osmákům chovaným v zajetí je nejvhodnější dvakrát denně podávat vhodné bezcukrové krmivo. Seno by mělo být osmákům k dispozici každý den, protože tvoří základ jejich jídelníčku. K tomu všemu je vhodné přidat i speciální krmnou směs, nikoliv pro hlodavce, ale speciálně pro osmáky degu + je vhodné přidávat různé bylinky, větvičky ovocných stromů i s listy, kořeny... Jakékoliv ovoce těmto malým hlodavcům škodí a není vhodné jim ho podávat!
Krmivo nesmí obsahovat jakékoliv sladké přísady. Pokud krmivo zůstalo z předešlého krmení nebo neubývá seno, uberte dávkování. V nejhorším případě lze použít i některé krmivo pro činčily. Musí mít dále přístup k čisté vodě, nejlépe ve skleněné napáječce, kde zůstane delší dobu čistá a nehrozí, že by se vylila. Pokud je osmák chován v teráriu a napáječku na něj nelze přichytit, může chovatel použít i misku. V takovém případě je vhodné aby byla miska z pevného materiálu, ne z plastu.
Minerální kámen je pro zdravé osmáky zbytečný a měl by pro ně být k dispozici jen pokud mají nedostatek minerálů.
U osmáků je dobré mít pro každého jeho vlastní misku na krmivo, abyste předešli možným rvačkám o potravu a následovnému strádání osmáka, který je ve skupině postavený níže.

## Reprodukce
Osmáci mohou mít v zajetí mláďata po celý rok (3–4 vrhy). Samice je březí 3 měsíce. Nejčastěji rodí 2–6 mláďat. V den a až dva nebo tři dny po porodu je samice plodná, proto by neměla být v blízkosti samce. Pokud by nedošlo k jejich oddělení, hrozí riziko, že by samice, po dalším zabřeznutí rychle po sobě, uhynula. Proto by měla rodit maximálně třikrát za dva roky. Mláďata jsou plně vyvinutá – osrstěná, vidoucí, slyšící a velmi brzy vylézají z úkrytu.
Sameček by se měl oddělit od samičky ještě před porodem, aby se předešlo opětovnému zabřeznutí, které by pro samičku bylo velmi fyzicky náročné.
Samice kojí mláďata 2 týdny. V tomto věku již přijímají některé druhy krmiv, ale samice je kojí ještě další 2–4 týdny. Mladí osmáci se odstavují ve věku 6–9 týdnů. Samičky mohou zabřeznout již v necelých dvou měsících (proto je nutné oddělit otce od samiček již v 6. týdnech), ale ideální doba pro první zabřeznutí je 5–9 měsíců. Samci pohlavně dospívají kolem 3–5. měsíce, ale tělesné vyzrálosti dosahují až kolem jednoho roku.
Březí nebo kojící matce vypomáhají ostatní členové „rodiny“ s výchovou a péčí o potomstvo. Vydatně pomáhá také samec. Mezi sebou mají osmáci vybudované velmi pevné rodinné vztahy[zdroj?].

## Zdravotní stav
Osmák problematicky tráví cukry a tuky. Při překrmování a nedostatku pohybu velmi rychle ztuční a může mít problémy s reprodukcí, šedým zákalem, který vede k oslepnutí nebo s cukrovkou. Je proto používán jako modelový organismus pro výzkum cukrovky (diabetu) [zdroj?].